# Màrius Díaz i Bielsa
Màrius Díaz i Bielsa   (Barbastre, 6 d'agost de 1933 - Barbastre, 27 de maig de 2023) fou el primer alcalde de la ciutat de Badalona després de la Transició democràtica espanyola.
Casat amb la pedagoga Teresa Lleal Galceran, enviudà d'ella el 1988, director d'una empresa naval i militant del PSUC (Partit Socialista Unificat de Catalunya), va ser el primer alcalde de la democràcia. Exercí el càrrec durant 4 anys, del 1979 al 1983. Va governar en coalició amb els socialistes, amb un equip format per militants comunistes i polítics independents d'orientació catòlica.
Durant el seu mandat es va dur a terme la tasca de retolar en català tots els carrers de Badalona. També es produí l'episodi del tancament de Díaz i diversos regidors dins la seu de la televisió provisional de Badalona, la qual havia de ser precintada per ordre judicial del Govern Civil; la polícia acabà irrompent i detingueren a l'alcalde i els altres que s'havien tancat a l'emissora; poques hores després foren posats en llibertat.
Igualment, Díaz va ser clau pel desplegament dels serveis socials a Badalona, construint escoles púbiques, centres cívics, mercats municipals, instal·lacions esportives i impulsant, de forma definitiva, la construcció de l'Hospital Germans Trias i Pujol. També va ajudar a consolidar la celebració de les Festes de Maig de la ciutat i va promoure el sanejament de les platges altament contaminades per la gran activitat industrial badalonina.
A causa de la divisió del PSUC entre eurocomunistes i prosoviètics, Díaz va perdre els comicis de 1983, Joan Blanch va guanyar les eleccions, i l'ex-alcalde va passar a Iniciativa per Catalunya, amb qui va concórrer a les eleccions fins a 1995.
Va ser Diputat al Parlament de Catalunya, a la segona legislatura (1984-1988), en substitució d'Eulàlia Vintró i Castells. Al finalitzar la seva etapa política es traslladà a viure a la província d'Osca, d'on era originari, concretament a la casa familiar de la Vall de Pineta.
El 28 de febrer de 2020 va ser nomenat fill adoptiu de la ciutat de Badalona.
El 27 de maig de 2023, Màrius Díaz va morir a l'Hospital de Barbastre a causa d'una peritonitis aguda, que no es va poder tractar quirúrgicament, i que s'havia complicat a causa de la diabetis que patia.